# بزرگراه بهشت
بزرگراه بهشت (به انگلیسی: Paradise Highway) یک فیلم دلهره‌آور محصول سال ۲۰۲۲ به نویسندگی و کارگردانی آنا گوتو با بازی ژولیت بینوش، فرانک گریلو، کامرون مانهن و مورگان فریمن است. این فیلم محصولی مشترک بین‌المللی بین ایالات متحده، آلمان و سوئیس است که در ۲۹ ژوئیه ۲۰۲۲ توسط لاینزگیت فیلمز در آمریکا منتشر شد.

## داستان
یک راننده کامیون زن (با بازی ژولیت بینوش) برای نجات برادرش از باند مرگبار زندان مجبور به قاچاق محموله غیرقانونی شده‌است. در حالی که مأموران اداره تحقیقات فدرال در ردیابی او مصمم هستند، وجدان سالی به چالش کشیده می‌شود که بسته نهایی یک دختر نوجوان است.

## تولید
فیلمبرداری در جکسون و کلارکسدیل، میسیسیپی، در ژوئیه ۲۰۲۱ انجام شد.

## انتشار فیلم
این فیلم در ۲۹ ژوئیه ۲۰۲۲ توسط لاینزگیت در ایالات متحده منتشر شد. این فیلم همچنین قرار است در جشنواره لوکارنو در اوت ۲۰۲۲ نمایش داده شود.

## بازخوردها
در راتن تومیتوز، این فیلم بر اساس ۱۴ نقد، با میانگین امتیاز ۵٫۴ از ۱۰ تأیید شده‌است.